# Shikinami
Lo Shikinami (敷波? lett. "Onde ruggenti"), sino al 1º agosto 1928 denominato 46-Gō kuchikukan (第46駆逐艦? lett. "cacciatorpediniere Numero 46"), è stato un cacciatorpediniere della Marina imperiale giapponese, undicesima unità appartenente alla classe Fubuki. Fu varato nel giugno 1929 dal cantiere di Maizuru.
Appartenente alla 19ª Divisione, all'inizio del conflitto nel Pacifico operò in seno alla 2ª Flotta di scorta a vari convogli e poi alla portaerei Ryujo; aggregato alla forza del viceammiraglio Jisaburō Ozawa, partecipò alla battaglia dello Stretto della Sonda (dando il colpo di grazia allo USS Houston) e a operazioni di vigilanza tra Rangoon e Saigon. Nell'aprile 1942 rientrò in Giappone, fu revisionato e quindi, con la divisione, fu presente alla decisiva battaglia delle Midway (4-6 giugno) senza però prendervi effettivamente parte. Inviato in Birmania per condurre azioni di scorreria nell'Oceano Indiano, fu precipitosamente richiamato nel Pacifico sud-occidentale, dove gli statunitensi erano sbarcati su Guadalcanal. Nel corso della dura campagna operò numerose e riuscite missioni del cosiddetto Tokyo Express e fu presente alla seconda fase della cruciale battaglia navale di Guadalcanal (12-15 novembre), alla quale sopravvisse senza danni. Nel corso del 1943 rimase nelle retrovie del fronte, impegnato in compiti di scorta a navi da guerra, logistiche, mercantili; fece eccezione il periodo di fine febbraio-inizio marzo, quando prese parte alla disastrosa battaglia del Mare di Bismarck. Trasferito alla 16ª Divisione incrociatori, durante il 1944 fu spesso posto a difesa di incrociatori leggeri e pesanti, utilizzati per lo più in compiti di trasporto truppe e materiali, e fu anche dotato di un numeroso armamento contraereo. Fu affondato da un sommergibile statunitense a sud di Hong Kong il 12 settembre, mentre accompagnava un convoglio in patria.

## Servizio operativo

### Costruzione
Il cacciatorpediniere Shikinami fu ordinato nell'anno fiscale edito dal governo giapponese nel 1927, inizialmente con la denominazione "cacciatorpediniere No. 46" (46-Gō kuchikukan in lingua giapponese). La sua chiglia fu impostata nel cantiere navale di Maizuru il 6 luglio 1928 e il varo avvenne il 22 giugno 1929; fu completato il 24 dicembre dello stesso anno e dal 1º agosto 1928 assunse il suo nome definitivo, avendo la Marina imperiale abbandonato alla data il sistema di nomenclatura del naviglio leggero con soli numeri. La nave formò con l'Uranami, l'Isonami e l'Ayanami la 19ª Divisione, dipendente dalla 3ª Squadriglia della 1ª Flotta.

### 1941-1942
Tra 1940 e 1941 lo Shikinami passò agli ordini del capitano di fregata Jūichi Iwagami. Il 20 novembre 1941 seguì la divisione d'appartenenza e l'intera 3ª Squadriglia da Kure a Samah sull'isola di Hainan, raggiunta il 26. Dal 4 dicembre all'11 gennaio 1942 fu coinvolto nella difesa ravvicinata dei convogli che, da Samah e dalla baia di Cam Ranh, trasportarono la 25ª Armata in Malaysia. Per il resto di gennaio e gran parte di febbraio lo Shikinami fu distaccato e posto di scorta alla portaerei Ryujo, che lanciò più volte i propri apparecchi all'attacco di unità navali alleate nel Mar di Giava o nello Stretto di Bangka. Nella notte tra il 28 febbraio e il 1º marzo intervenne negli ultimi minuti della battaglia dello Stretto della Sonda e centrò con un siluro il già devastato incrociatore pesante USS Houston, provocandone l'affondamento: accusò lievi danni derivati da due granate esplose vicino allo scafo. Passò il mese di marzo nella scorta a diversi convogli che da Saigon transitavano per Singapore e quindi sbarcavano truppe, armi e rifornimenti a Rangoon. Il 6 aprile gettò le àncore a Singapore e la settimana successiva, riunitosi ai cacciatorpediniere gregari, intraprese il viaggio di ritorno in Giappone; durante una breve tappa a Cam Ranh il comandante Iwagami fu sostituito dal capitano di corvetta Akifumi Kawahashi. Il 22 aprile si fermò a Kure, dove fu subito ormeggiato per una revisione generale. La 19ª Divisione scortò dunque il grosso della 1ª Flotta, guidata dall'ammiraglio Isoroku Yamamoto comandante anche la Flotta Combinata, nel corso della battaglia delle Midway (4-6 giugno), ma essa rimase troppo distante dal combattimento.

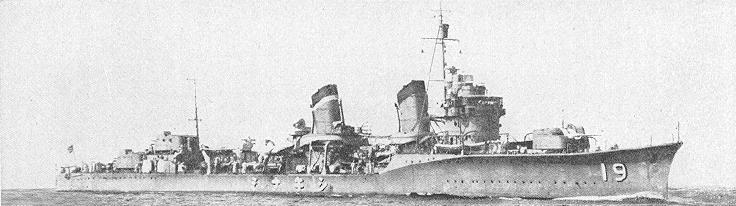
Lo Shikinami visto di prua di tre quarti, all'inizio delle ostilità

Rientrato in patria, lo Shikinami lasciò Kure il 30 giugno di scorta a un convoglio carico di truppe che si fermò alle isole Amami Ōshima il 2 luglio: per due settimane condusse in loco ricognizioni anti-sommergibile, quindi il 17 ebbe ordine di raggiungere Mergui in Birmania, allo scopo di condurre scorrerie; passando per Mako, Singapore e Sabang, giunse a destinazione il 31 luglio. Tuttavia l'8 agosto, in risposta all'improvviso sbarco statunitense su Guadalcanal, la missione fu annullata e lo Shikinami fece rotta verso la grande base aeronavale di Truk: ebbe poi ordine di unirsi in alto mare alla 2ª Flotta e alla 3ª Flotta, raggiunte il 21. Nei giorni seguenti rimase di guardia al gruppo di rifornimento, mentre le due squadre combattevano nella deludente battaglia delle Salomone Orientali, poi entrò nella rada atollina il 29 e tra il 30 agosto e il 1º settembre accompagnò l'incrociatore leggero e ammiraglia dello squadrone Sendai alle isole Shortland: il giorno stesso portò a termine il trasporto di un nucleo di fanteria sull'isola contesa. Il 4 partecipò a una più massiccia missione di rinforzo (con i cacciatorpediniere Hatsuyuki, Yudachi, Ariake, Uranami, Murakumo fece approdare a Punta Taivu oltre 1000 soldati) e il 6, assieme ai primi tre cacciatorpediniere, condusse una puntata offensiva per sorprendere un convoglio nemico; non avendolo scorto, i giapponesi bombardarono rapidamente l'aeroporto dell'isola. Lo Shikinami effettuò una seconda crociera offensiva l'8 settembre, poi il 12 cannoneggò il perimetro della testa di ponte statunitense per appoggiare l'offensiva Kawaguchi. A partire dal 15 settembre iniziò un regolare andirivieni dalle Shortland a Guadalcanal, dove faceva sbarcare nottetempo truppe e approvvigionamenti; particolarmente importante fu la missione del 20 settembre, durante la quale lo Shikinami, l'Ushio, il Sazanami e lo Yudachi trainarono anche chiatte per recare una forte scorta di munizioni alla guarnigione nipponica. Il mattino del 12 ottobre, invece, partì per andare incontro alle portaidrovolanti Nisshin e Chitose reduci dal riuscito scarico di armi pesanti e carri armati: una volta fuori pericolo queste, si affiancò all'Asagumo e allo Shirayuki nel salvataggio dei superstiti della battaglia di Capo Speranza. Completate altre quattro missioni di trasporto (17 e 19 ottobre, 2 e 5 novembre), lo Shikinami accompagnò il Sendai dalle Shortland a Truk, toccata il 9, dove la 2ª Flotta si organizzò per infliggere danni irreparabili all'aeroporto: in questo modo un nutrito convoglio avrebbe potuto sbarcare un gran numero di uomini, armi e rifornimenti. In realtà, durante la lunga e complessa battaglia navale di Guadalcanal, i giapponesi combatterono in due scontri notturni, persero due navi da battaglia e causarono solo distruzioni trascurabili. Lo Shikinami, in particolare, partecipò al secondo di questi combattimenti (notte del 14-15 novembre), seguendo il Sendai e affiancato dall'Ayanami e dall'Uranami; contribuì ad affondare o danneggiare gravemente quattro cacciatorpediniere statunitensi, ma in ultimo la battaglia terminò con una dura sconfitta nipponica. Riguadagnò Truk il 18 novembre e per circa un mese rimase agli ormeggi; il 17 dicembre salpò di scorta alla Nisshin che, dopo soste a Rabaul e Saipan, giunse a Kure il 27: qui lo Shikinami fu sottoposto a una revisione generale e fu anche dotato, davanti alla plancia, di un'installazione binata di mitragliatrici Type 93 da 13,2 mm.

### 1943
Lo Shikinami tornò operativo il 3 gennaio 1943 e il 7 salpò di scorta al terzo scaglione del convoglio Hei no. 1, il quale stava trasferendo la 20ª Divisione fanteria in Nuova Guinea orientale: accompagnò i due cargo sino alle isole Palau, dove sostarono dal 15 al 19, e poi fino a Wewak dove gli uomini scesero a terra. Il 27 rientrò con i trasporti vuoti alle Palau, quindi il giorno seguente partì alla volta di Truk, si aggregò alla 2ª Flotta e con essa uscì in alto mare nel corso delle manovre diversive atte a coprire l'evacuazione di Guadalcanal, completata il 9 febbraio. L'11 lasciò Truk di scorta alla nave appoggio sommergibili Chogei, che arrivò indenne a Rabaul tre giorni dopo. Dal 18 al 21 febbraio, quindi, lo Shikinami vigilò sul trasporto per aerei Goshu Maru durante il viaggio di andata e ritorno a Gasmata, sulla costa meridionale della Nuova Britannia. Poco dopo la 19ª Divisione fu trasferita alla 1ª Flotta di scorta, dipendente dalla Flotta dell'Area sud-occidentale, ma il 28 fu coinvolta al completo nella scorta a un gruppo di otto trasporti, carichi di uomini, benzina, veicoli e munizioni destinati alle posizioni di Lae e Salamaua. Il convoglio fu localizzato e distrutto nel corso di un violento attacco aereo alleato il 2 marzo: lo Shikinami, che non fu colpito, trasse in salvo il contrammiraglio Masatomi Kimura e l'equipaggio dallo Shirayuki in affondamento, recuperò altri naufraghi e li fece scendere a Kavieng e Rabaul il 5 marzo. Caricato dunque a bordo un certo numero di truppe, salpò il 7, fece tappa alle Shortland e le fece discendere sull'isola di Kolombangara, uno dei baluardi che i giapponesi stavano allestendo nelle isole Salomone centrali. Il 10 rientrò a Rabaul e ripartì subito con destinazione Kure: toccata il 17, vi rimase per circa un mese per le indispensabili riparazioni. Forse fu in questa occasione, come sostiene una sola fonte, che aggiunse due altri lanciabombe di profondità a poppa (modello Type 94) accrescendo a trentasei la riserva di ordigni antisommergibile.
Il 9 aprile lo Shikinami prese il mare a fianco della Nisshin, che scortò nel tragitto sino a Soerabaja raggiunta il 18: nel frattempo (il 15 aprile) la 19ª Divisione era stata riassegnata direttamente alla Flotta dell'Area sud-occidentale, perciò lo Shikinami fu intensivamente impegnato, tra il 28 aprile e il 31 maggio, nella difesa del traffico tra Soerabaja e gli ancoraggi della Nuova Guinea occidentale. Il 20 giugno il cacciatorpediniere passò al comando del capitano di corvetta Shozō Michiki e fu assegnato quale nave di guardia all'incrociatore pesante Ashigara, ammiraglia della flotta: durante l'incarico lo Shikinami espletò comunque servizio di scorta a vari convogli che, dal 26 luglio al 13 agosto, compirono viaggi a Tarakan, Balikpapan, Davao; il 20 settembre passò alle dipendenze della 16ª Divisione incrociatori (Aoba, Kinu) e, circa una settimana dopo, si ormeggiò a Singapore e fu revisionato. Il 25 dicembre fu dispensato dal ruolo di nave da guardia e assegnato alla difesa di alcuni convogli che, salpando in sequenza da Soerabaja, dovevano fare tappa a Tarakan, Balikpapan, capo St. Jacques (punta meridionale dell'Indocina) e infine Singapore.

### 1944 e l'affondamento
Il 23 gennaio 1944 lo Shikinami, conclusa la scorta ai convogli, seguì gli incrociatori della divisione d'appartenenza, più quelli leggeri Kitakami e Oi, in una missione di trasporto truppe alle isole Andamane; l'obiettivo fu completato ma, sulla rotta inversa, il Kitakami fu silurato il 27 e lo Shikinami rimase a guardia del Kinu, che trainò l'unità danneggiata sino a Singapore (raggiunta il 31). Il 27 salpò e scortò sino all'Oceano Indiano gli incrociatori Aoba, Tone e Chikuma, attendendoli presso Batavia sino al 14 marzo: informato che essi si sarebbero prima fermati a Bangka, salpò e il 18 si fermò a Singapore, dove sino al 26 aprile rimase alla fonda per manutenzione. Il locale arsenale procedette inoltre a un deciso incremento della contraerea: tutti gli impianti di mitragliatrici Type 93 furono sostituiti da installazioni triple di cannoni Type 96 da 25 mm L/60: una fu piazzata davanti alla torre di comando e le altre due ai lati del fumaiolo posteriore. Passato al comando del capitano di corvetta Tatsuhiko Takahashi, lo Shikinami salpò il 28 di scorta a un convoglio per Soerabaja, dalla quale partì il 2 maggio in missione trasporto truppe verso Tarakan, che toccò l'11 dopo lunghe deviazioni all'isola di Ambon, di Biak e alla cittadina costiera di Menado. Riunitosi all'Aoba e all'Oi, li seguì il 13 nello spostamento alle isole Palau, presso le quali gli incrociatori caricarono a bordo truppe e rifornimenti da recare a Sorong: la traversata e il ritorno all'arcipelago si svolsero dal 19 al 22 senza incidenti. La missione fu ripetuta il giorno seguente e, una volta fatti discendere gli uomini, gli incrociatori e lo Shikinami proseguirono sino a Batjan e infine Tarakan. Qui si fermò il solo Aoba, giacché il cacciatorpediniere accompagnò l'Oi a Balikpapan prima di rientrare in porto il 30. Già il giorno seguente, comunque, seguì l'Aoba e il sopraggiunto Kinu a Zamboanga e quindi a Davao, dove stavano riunendosi forze numerose per recare un massiccio carico di rifornimenti all'isola di Biak (operazione Kon): designato nave ammiraglia del contrammiraglio Naomasa Sakonju comandante la 16ª Divisione, lo Shikinami partecipò alle sortite del 2 e 8 giugno, che fallirono a causa della troppo intensa vigilanza statunitense. Rischiò inoltre di saltare in aria quando alcuni velivoli americani mitragliarono la coperta e incendiarono le cariche di profondità, prontamente gettate in mare. Abortita la missione, fece tappa con le altre unità a Sorong, a Batjan l'11 e quindi si fermò a Menado.
Da qui lo Shikinami effettuò, tra il 23 giugno e il 12 luglio, una traversata assieme a un gruppo di convogli che toccarono Davao, Tarakan, Balikpapan e Soerabaja prima di fermarsi a Singapore: lo Shikinami, comunque, non rimase in porto e ripartì immediatamente alla volta di Manila, raggiunta il 16; due giorni dopo salpò in difesa dell'incrociatore Oi, che tuttavia fu affondato il 19. Recuperati i naufraghi, invertì la rotta ed entro il 22 faceva il suo ingresso nella rada di Singapore, quindi rimase ormeggiato una settimana per una revisione. Il personale aggiunse inoltre dieci cannoni Type 96 da 25 mm in postazioni singole, concentrate sul castello di prua e lungo le murate di poppa. Il 6 settembre il cacciatorpediniere lasciò Singapore aggregato alla scorta del convoglio Hi-72, facente rotta per il Giappone; il 12, quando si trovava a circa 240 miglia a sud di Hong Kong (18°16′N 114°40′E), la formazione fu attaccata da alcuni sommergibili e lo USS Growler piazzò un siluro sullo Shikinami. L'unità esplose e affondò in poco tempo, ma buona parte dell'equipaggio fu tratto in salvo (128 uomini). Il capitano di corvetta Takahashi rimase invece ucciso.
Il 10 ottobre 1944 lo Shikinami fu radiato d'ufficio dalla lista della Marina imperiale.